# Lasochomik chiński
Lasochomik chiński (Cansumys canus) – gatunek ssaka z podrodziny chomików (Cricetinae) w obrębie rodziny chomikowatych (Cricetidae).

## Zasięg występowania
Lasochomik chiński występuje endemicznie w środkowej Chińskiej Republice Ludowej (południowe Gansu, południowe Shaanxi i południowy Henan).

## Taksonomia
Gatunek po raz pierwszy zgodnie z zasadami nazewnictwa binominalnego opisał w 1928 roku amerykański zoolog Glover Morrill Allen nadając mu nazwę Cansumys canus. Holotyp pochodził z Choni, w południowym Gansu, w Chińskiej Republice Ludowej. Jedyny przedstawiciel rodzaju lasochomik (Cansumys) który opisał w 1928 roku również Glover Morrill Allen.
W przeszłości większość chińskich autorów uważała C. canus za synonim Tscherskia triton (prawdopodobnie dlatego, że te dwa gatunki były często błędnie identyfikowane pod względem morfologicznym i kariologicznym). Cansumys i Tscherskia są zupełnie od siebie różne. Forma ningshaanensis czasami uważana jest za podgatunek C. canus, jednak powinna być traktowana jako synonim T. t. inkana. Autorzy Illustrated Checklist of the Mammals of the World uznają ten takson za gatunek monotypowy.

### Etymologia
- Cansumys: Gansu (dawniej Kansu), Chińska Republika Ludowa; gr. μυς mus, μυος muos „mysz”[3][8].
- canus: łac. canus „szary”[9].

## Morfologia
Długość ciała (bez ogona) 129–140 mm, długość ogona 95–109 mm, długość ucha 17–24 mm, długość tylnej stopy 18–20 mm; masa ciała 44–57 g. 

## Tryb życia
W przeciwieństwie do innych chomików jest gatunkiem nadrzewnym. Żywi się liśćmi i trawami. Aktywny w nocy, głównie wiosną i latem. Zwykle zajmuje obszary między 1000 a 1400 m n.p.m. Występuje w górskich lasach liściastych.

## Zagrożenia
Nie ma większych zagrożeń dla tego gatunku w całym jego zasięgu.